# Dewsbury
Dewsbury è una località di 54 341 abitanti della contea del West Yorkshire, in Inghilterra.